# (38778) 2000 RX19
2000 RX19 (asteroide 38778) é um asteroide da cintura principal. Possui uma excentricidade de 0.14830900 e uma inclinação de 5.89503º.
Este asteroide foi descoberto no dia 1 de setembro de 2000 por LINEAR em Socorro.